# Униформизъм
Униформизъм е един от принципите в съвременната геология. Формулиран е от Джеймс Хътън и разширен от Джон Плейфеър и Чарлз Лайъл. Според него процесите, които са се осъществявали в миналото, продължават да се осъществяват и в наши дни. Този принцип е обратен на принципа на катастрофизма, според който отличителните черти на земната повърхност са се появили внезапно в миналото вследствие на процеси, коренно различни от настоящите.
Привържениците на двата теоретични принципа водят ожесточен спор през XVIII и XIX век. Проблемът се корени в това, че униформизмът е несъвместим с някои религиозни вярвания, например с някои събития, описани в Библията.
Междувременно униформизмът е претърпял промени през своето развитие. Преди XX век и приемането на теорията за тектониката на плочите геолозите са смятали, че повърхността на Земята е била винаги една и съща, обяснявайки възникването на планините с нагъването на скалите при изстиването им.
В последните десетилетия на XX век дефиницията на униформизма е претърпяла промени, за да отчете влиянието на някои катастрофични явления от земното минало, като сблъсъците с метеорити или изригванията на вулкани. Днес принципът се формулира приблизително така: „Геоложките сили са в по-голямата част от времето бавнодействащи и остават непроменени с течение на времето.“

## Униформизмът в палеогеографията
Принципът на униформизма е един от основните при реконструкцията на организмите и на околната среда в палеонтологията. В основата му лежи хипотезата, че взаимоотношенията, които се наблюдават в днешно време, са валидни също така и за изследвания период. Което представлява една вероятна, но недоказана хипотеза. Например едно приложение на този принцип е тезата, че един динозавър със заострени зъби е бил хищник, а не тревопасен. По-малко банален пример е фактът, че коралите не могат да живеят на по-голяма дълбочина от десет-двайсет метра поради липсата на достатъчно светлина. Следователно вкаменелостите на корали дават възможност да се реконструира морското равнище в съответната епоха (изостазия).
Този принцип е инструмент, който дава възможност да се формулират хипотези за минали епохи, от които са останали само следи.